# Лоза (Хустський район)
Ло́за — село в Україні, в Іршавській міській громаді Хустського району Закарпатської області. Лежить на південь від центру громади міста Іршави. Відстань від Іршави до с. Лоза 5 км. Село знаходиться на висоті 210 м від рівня моря. Вишня вулиця знаходиться на висоті 240 метрів.

## Рельєф
Рельєф переважно рівнинний. Східна частина села вища, ніж західна. На півночі села знаходиться пагорб заввишки 70 метрів. Ґрунти на рівнинній частині дерново-буроземні й буроземні-підзолисті. По берегах річки Іршави дерново-підзолисті, але місцями трапляються жовтоземи і червоноземи зі значним вмістом окису залізу.

## Клімат
Клімат помірно континентальний. Сільський пагорб захищає село від проникнення холодних північних вітрів. В селі на 10 — 20 тепліше ніж у м. Іршава.

## Річки
На заході від села протікає річка Іршава. Біля села в р. Іршаву впадає її ліва притока Синявка. Усі меліоративні канали з околиць села впадають у р. Іршаву. На південному сході від села у 2003 році геологи знайшли поклади природного газу. У старому руслі річки Боржави є поклади піску і гравію. На сільському пагорбі «Челлениця» є поклади керамічних (червоних та жовтих) глин.

## Історія
За кожною топографічною назвою села ховається певна етнографічна легенда. Народні перекази пов'язують походження назви Лоза із вербовою лозою. Вона росла у великих кількостях на схилах Лозянської гори. За народними переказами, колишні мешканці Іршави, у часи татарської навали, близько 1242 р., ховалися в чагарниках на південному схилі Лозянської гори. Поступово тимчасові житла переросли в постійні та стали основою для жителів нового села — Лоза. Збереглися у народній пам'яті і назви різних частин села. Так, нижній кінець Лози, який закінчується біля річки Іршави, у сиву давнину мав назву — Сантовий, горішній — Чонговай, а верхня вулиця — під самою горою — Гербошовиця.
Але крім сучасної назви села в нього були й інші історичні топоніми. Згідно з історичними документами закономірно другою назвою села можна вважати Полянка. Саме так за часів панування Австро — Угорської імперії називалася Лоза. При цьому паралельно вживалися обидва топоніми: Лоза і Полянка. Крім того, угорці дали й мадярську назву села — Fuzejmezo. Таким чином, справедливо буде вважати історично правильними всі три колись існуючі назви нашого села — Лоза, Полянка, Fuzejmezo.
У ХІХ столітті селище мало власний герб (відомий, зокрема, з громадської печатки, датованої 1844 р.): у щитку — геральдична троянда з п'ятьма пелюстками; щиток обрамлено бароковим картушем і увінчано шляхетською короною, над якою така сама троянда.
У часи радянської окупації науковці Закарпаття написали багато монографій і досліджень з історії краю. Тим не менше про історію Лози навіть в енциклопедичному виданні «Історії міст і сіл Закарпатської області»згадано про село одним рядком.

### Перша згадка
Перша письмова згадка про село під назвою Fuzejmezo припадає на 1418 р. вона знаходиться у «Шематизмі Мукачівської Єпархії» за 1892 р. Цю дату можна орієнтовно вважати датою заснування села.

### Німецько-радянська війна

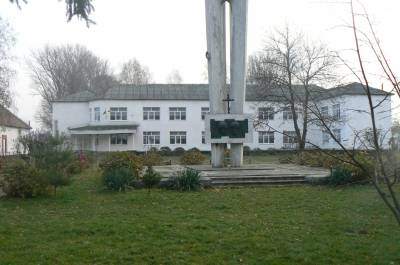
Пам'ятник і школа у селі

Село було захоплено військами СРСР 25 жовтня 1944 року, одним із полків 237-ї Пирятинської стрілецької дивізії.

## Населення
У Лозі XIX століття проживали не тільки русинське населення греко-католицького віросповідання, і прихильники інших релігійних конфесій. Так, з 974 осіб були:
- греко-католики — 832;
- євреї — 140;
- протестанти — 2.

Разом із греко-католицьким храмом єврейська спільнота мала також і свій храм — синагогу. Її будівля збереглася донині. Сьогодні вона виконує функцію Будинку культури.
Згідно з переписом УРСР 1989 року чисельність наявного населення села становила 1125 осіб, з яких 525 чоловіків та 600 жінок.
За переписом населення України 2001 року в селі мешкало 1245 осіб.
Станом на 2013 рік в селі проживало 1245 людей.

### Мова
Розподіл населення за рідною мовою за даними перепису 2001 року:
| Мова       | Відсоток |
| ---------- | -------- |
| українська | 98,47 %  |
| угорська   | 0,64 %   |
| російська  | 0,48 %   |
| німецька   | 0,24 %   |
| білоруська | 0,16 %   |

## Церква
Церква Різдва пр. богородиці. 1866. Парохія існувала ще в XVI ст., але село було тоді на правому березі Боржави. Ту місцевість називають Старе село, а місце давньої церкви позначав дерев’яний хрест. 1748 року в селі була дерев’яна церква з двома дзвонами, шинґлами крита, в доброму стані, з вежею, прикрашена образами. 1797 року згадано стару малу церкву. Тоді ж вирішено було будувати нову церкву. 14 вересня 1856 р. священик Василь Васько посвятив камінь під будівництво великого кам’яного храму, що стоїть дотепер і відрізняється декором стін та вишуканим профілем барокової вежі. 
Чудовий бароковий стінопис всередині храму подібний до малювання Ф. Видри в Білках та В. Шишовського в Греблі. На плафоні був напис, що датував малювання, як згадують, 1910 (?) p., а авторами ніби були Юлій Віраґ та Ян Новак (?). Реставрували стінопис Й. Волосянський та С. Пішковцій. На завершенні іконостаса дата – 1908 – вказує, очевидно, на час встановлення іконостаса з чудовими іконами. Одна ікона над казательницею має підпис латинкою, який можна дуже приблизно прочитати як Шишовський.
Дерев’яну каркасну дзвіницю спорудили в травні 1937 р. Великий дзвін відлив Р. Маноушек у Брно в 1925 р. для православної громади, менший – робота Лайоша Ласло з 1899 p., а найменший, виготовлений у Пряшеві, купив Петро Мигович з дружиною Гафією в 1780 р.
Належала наша церква до Боржавського деканату Мукачівської греко-католицької єпархії. Філією села до 1846 року вважалося село Гребля. Колись у XVI—XIX століттях Лоза і Гребля були майже одне село. Цей факт підтверджується і тим, що в межі Лози входила сучасна західна сторона Греблі. Її мешканці вважали себе власне мешканцями Лози. Згідно з «Шематизмом Мукачівської греко-католицької Єпархії» за 1892 р. на той час у селі мешкало 974 особи, а в той час, наприклад, в Іршаві мешкало 1136 осіб. Тобто, це був досить великий населений пункт.

## Відомі люди
- В селі народився Ваш Іван Михайлович — український радянський партійний і державний діяч,
- Омелян Ваш — громадський і політичний діяч.
- Боршош Станіслав Миколайович діяч.

## Туристичні місця
- На південному сході від села у 2003 році геологи знайшли поклади природного газу. 
- У старому руслі річки Боржави є поклади піску і гравію. 
- На сільському пагорбі «Челлениця» є поклади керамічних (червоних та жовтих) глин.
- храм Різдва пр. богородиці. 1866.